# Национальная библиотека Камбоджи
Национальная библиотека Камбоджи (кхмер. បណ្ណាល័យជាតិកម្ពុជា; фр. Bibliothèque Nationale du Cambodge) — универсальная научная библиотека в Пномпене, Камбоджа.

## История
Национальная библиотека Камбоджи учреждена французской колониальной администрацией 24 декабря 1924 года. Первоначально в хранилище находилось всего 2 879 книг по большей части на французском языке. Библиотекой руководил французский персонал вплоть до 1951 года, когда её руководителем стал Пах Чхоуна. После обретения Камбоджей независимости в 1954 году в камбоджийском книгоиздательстве отмечался устойчивый рост, что нашло свое отражение в увеличении числа литературы на кхмерском языке.
Национальная библиотека Камбоджи была закрыта и почти полностью заброшена в годы правления Красных кхмеров с 1975 по 1979 годы. Большая часть книг была уничтожена, сохранилась только пятая часть всей коллекции.
В 1980 году Национальная библиотека Камбоджи была восстановлена властями Народной Республики Кампучия.